# 아므르 무사

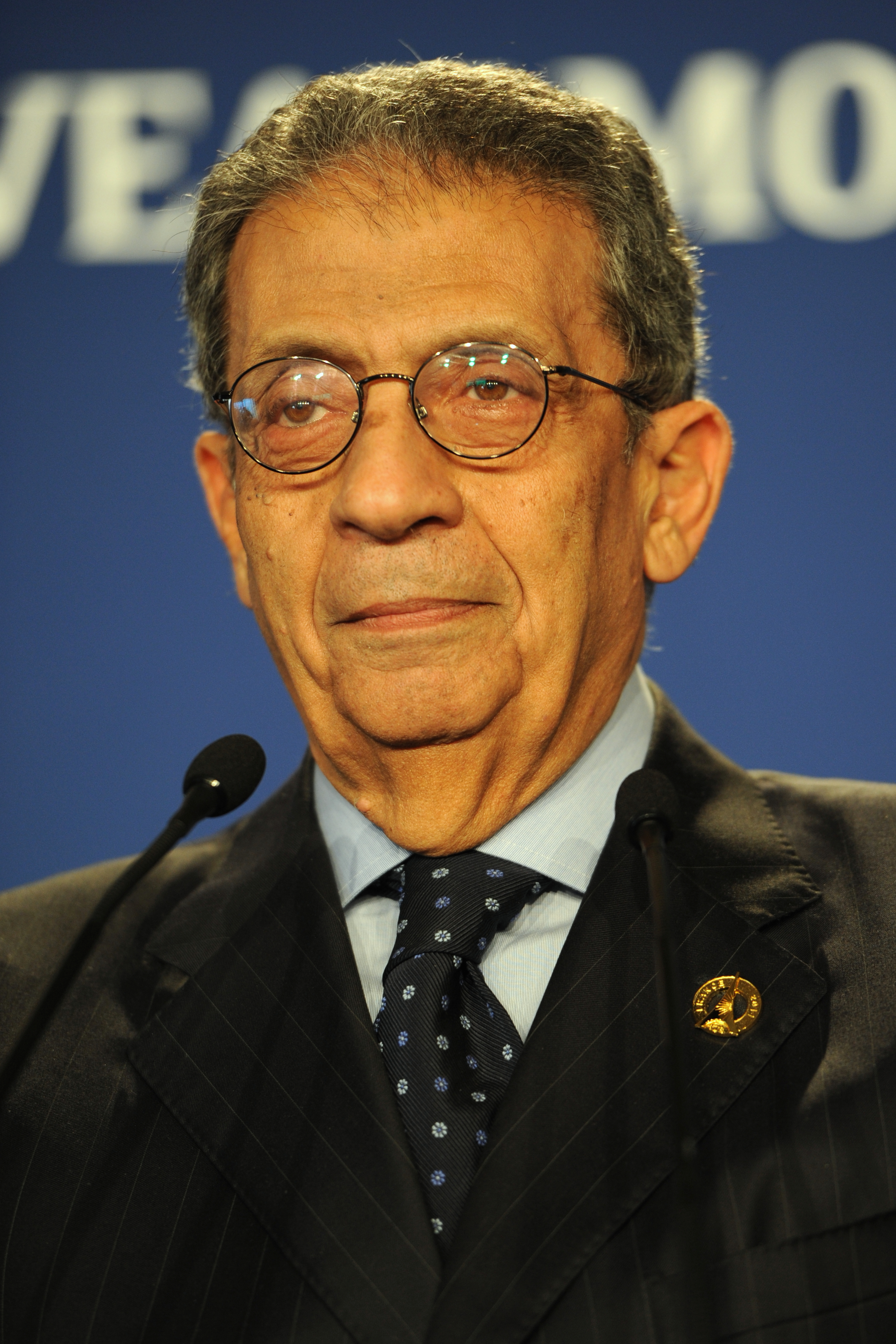
아므르 무사

아므르 무함마드 무사(عمرو محمد موسى, Amr Mohammed Moussa, IPA: [ˈʕɑmɾe mæˈħæmːæd ˈmuːsæ], 1936년 10월 3일 ~)는 이집트의 정치인이자 외교관으로, 2001년부터 2011년까지 아랍 연맹의 사무총장을 지냈다. 아랍 연맹 사무총장 이전에는 국제 연합 주재 이집트 대사(1990년 ~ 1991년), 이집트 외무장관(1991년 ~ 2001년)을 지낸 경력이 있다. 2012년 이집트 대통령 선거 후보 가운데 한 명이다.

## 역대 선거 결과
| 선거명      | 직책명          | 대수 | 정당   | 1차 득표율 | 1차 득표수  | 2차 득표율 | 2차 득표수 | 결과 | 당락 |
| ----------- | --------------- | ---- | ------ | ---------- | ----------- | ---------- | ---------- | ---- | ---- |
| 2012년 선거 | 이집트의 대통령 | 5대  | 무소속 | 11.13%     | 2,588,850표 |            |            | 5위  | 낙선 |